# 726
- O imperador Leão III, o Isauro proibiu o culto as imagens sagradas e a sua presença nas igrejas. Por isso ele e seus seguidores ficaram conhecidos como iconoclastas, aqueles que negam o valor religioso dos ícones.
- A revolta de Veneza contra Bizâncio. A causa da agitação em massa foram os decretos iconoclásticos do imperador Leão III. Alguns dias depois, foram apresentadas demandas políticas por ampla autonomia dentro do Império Bizantino e pelo direito de nomear o governante da região - Doge. Desejando preservar as receitas do tesouro do segundo porto mais importante do Império e não ter recursos para lidar com uma região armada e bem fortificada, Bizâncio concorda com todos os requisitos propostos.